# مولوکای: داستان پدر دیمیان
مولوکای: داستان پدر دیمیان (به انگلیسی: Molokai: The Story of Father Damien) فیلمی محصول سال ۱۹۹۹ و به کارگردانی پل کاکس است. در این فیلم بازیگرانی همچون دیوید ونهام، کیت سبرانو، درک جاکوبی، سم نیل، کریس کریستوفرسون، تام ویلکینسون، پیتر اوتول، آلیس کریج، لئو مک‌کرن و ادن یونگ ایفای نقش کرده‌اند.
این فیلم بر اساس داستان زندگی پدر دیمیان در جزایر مولوکای است.